# Graziosa Farina

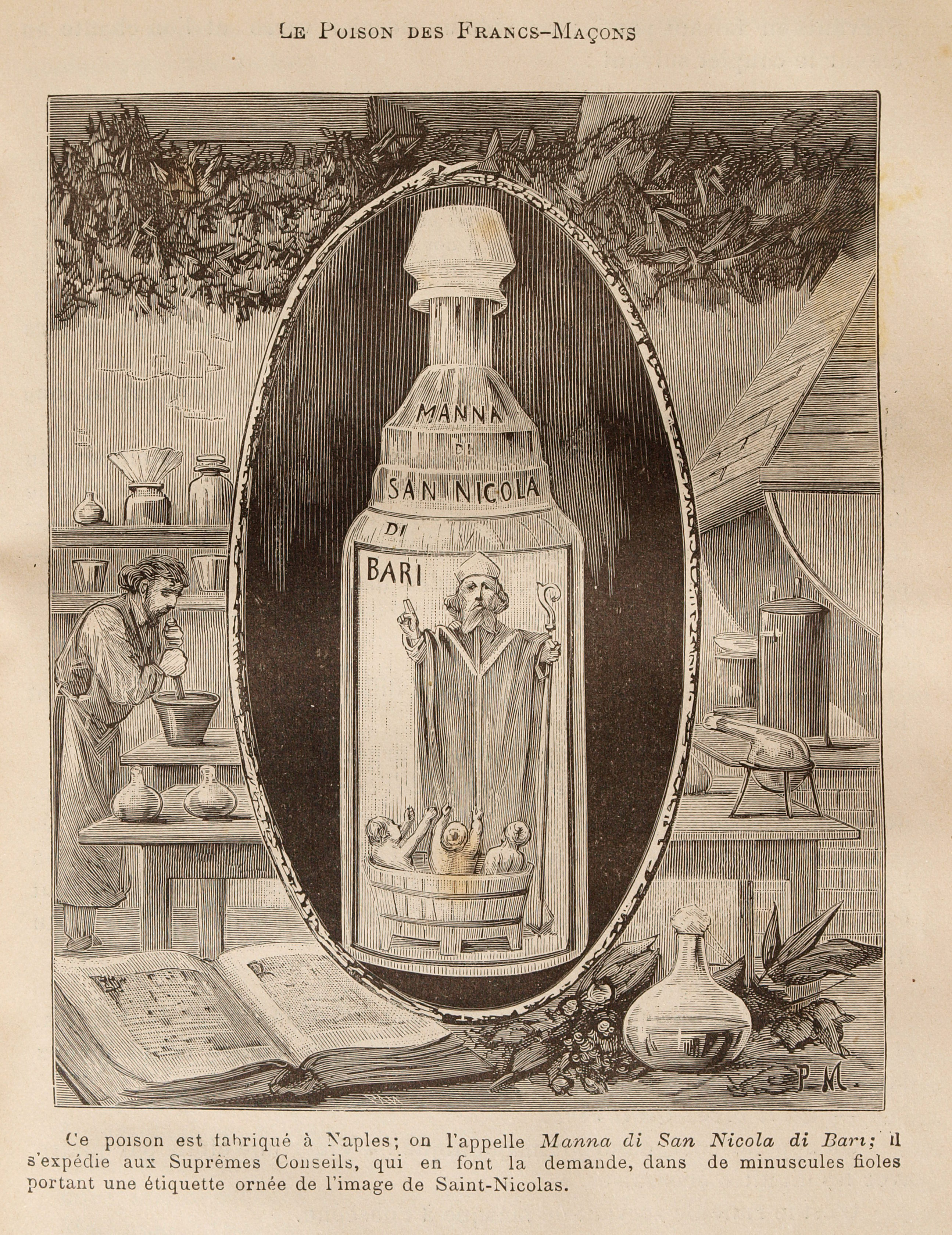
"Manna di San Nicola" (Aqua Tofana), Pierre Méjanel

Graziosa Farina, född i Rom, död 5 juli 1659, var en italiensk giftförsäljare.  Hon var en av centralfigurerna i den berömda Spanaprocessen, och en av endast sex personer av fyrtio som blev avrättad.

## Biografi
Graziosa Farina beskrivs som en kort liten tiggaränka med karaktäristiskt illrött färgat hår. Det var känt att hon brukade besöka ett flertal olika kyrkor för att tigga. Graziosa Farina var medlem i Gironima Spanas kriminella gifthandelsnätverk. Hon var tycks dock inte ha haft direktkontakt med Gironima Spana själv, utan ha varit medarbetare med Giovanna De Grandis, som vid sidan av Gironima Spana tillverkade giftet aqua tofana. Det framkom senare att hon brukade knyta kontakter i olika församlingar och därmed träffa potentiella kunder för giftförsäljning. Tiden före sin arrestering placerade Giovanna De Grandis en kista, som innehöll hennes redskap, ingredienser och andra bevis på gifttillverkning, i förvar hos Graziosa Farina. 
Den 31 januari 1659 arresterades Giovanna De Grandis i Rom och fängslades i Tor di Nona och fick undergå förhör av de påvliga myndigheterna under Stefano Bracchi. Hon avlade bekännelse 1 februari, och började då peka ut medbrottslingar, något som blev startpunkten för Spanaprocessen. 
Den 7 april greps Graziosa Farina efter att ha angetts av De Grandis. Hon underkastades tortyr i fängelset. På grund av sin ålder bedömde man att hon inte borde torteras med strappado, men tillät att hon torterades med sibilia eller tumskruvar. Hon avlade en fullständig bekännelse dagen därpå, den 8 februari. Farina blev ett värdefullt vittne i den fortsatta utredningen på grund av sin samarbetsvillighet i utredningen. 
Hon var ett betydelsefullt vittne i åtalet mot Elena Gabrielli Cassana och hennes brorsdöttrar, de välbärgade linnehandlardöttrarna Angela Armellina och Elena Ferri, som greps 10 februari. Farina uppgav att dessa tre alla var före detta kunder som hade värvats till att sälja vidare giftet sedan de alla själva hade använt det i dödligt syfte. Hon hade själv sålt gift till dem som hade tillverkats av Giovanna De Grandis. Hon konfronterades med dem och kunde identifiera dem korrekt i en identifikationskö. Cassana och Ferri-systrarna nekade till alla anklagelser, både när Farina torterades inför dem och när de själva torterades, och kunde därför inte dömas till döden. Graziosa Farina kunde också identifiera och peka ut Laura Crispoldi.
Den 6 juli 1659 avrättades Gironima Spana, Giovanna De Grandis, Maria Spinola, Graziosa Farina och Laura Crispoldi genom hängning i Rom.